# کوئینزتاون، تاسمانی
کوئینزتاون (به انگلیسی: Queenstown) یک شهرک در استرالیا است که در West Coast Council واقع شده‌است.